# 國立臺灣大學文學院

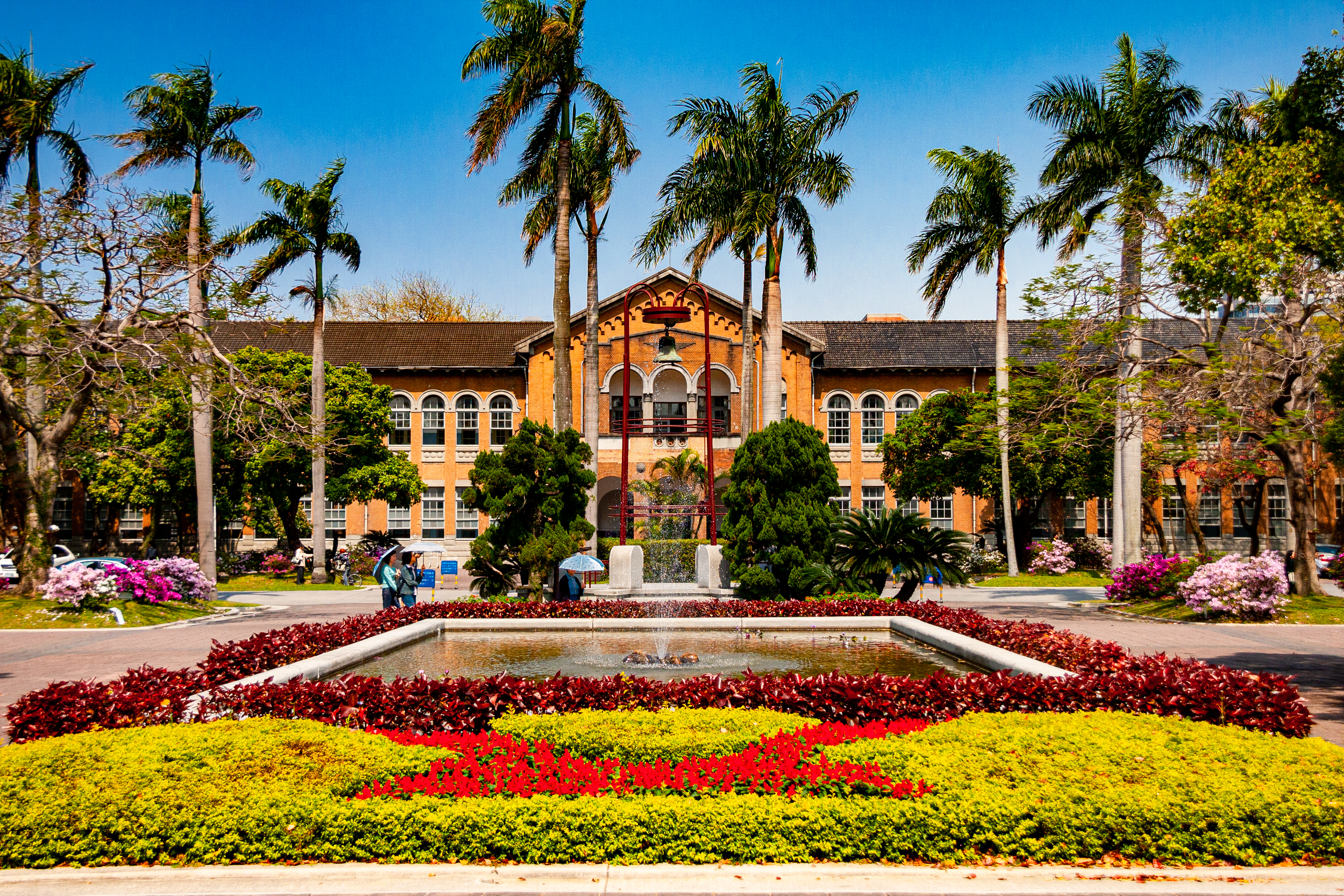
位於傅鐘與椰林大道後方的文學院

國立臺灣大學文學院，簡稱臺大文學院，為國立臺灣大學學院之一，於1945年成立，前身為創立於1928年的「臺北帝國大學文政學部」。

## 背景

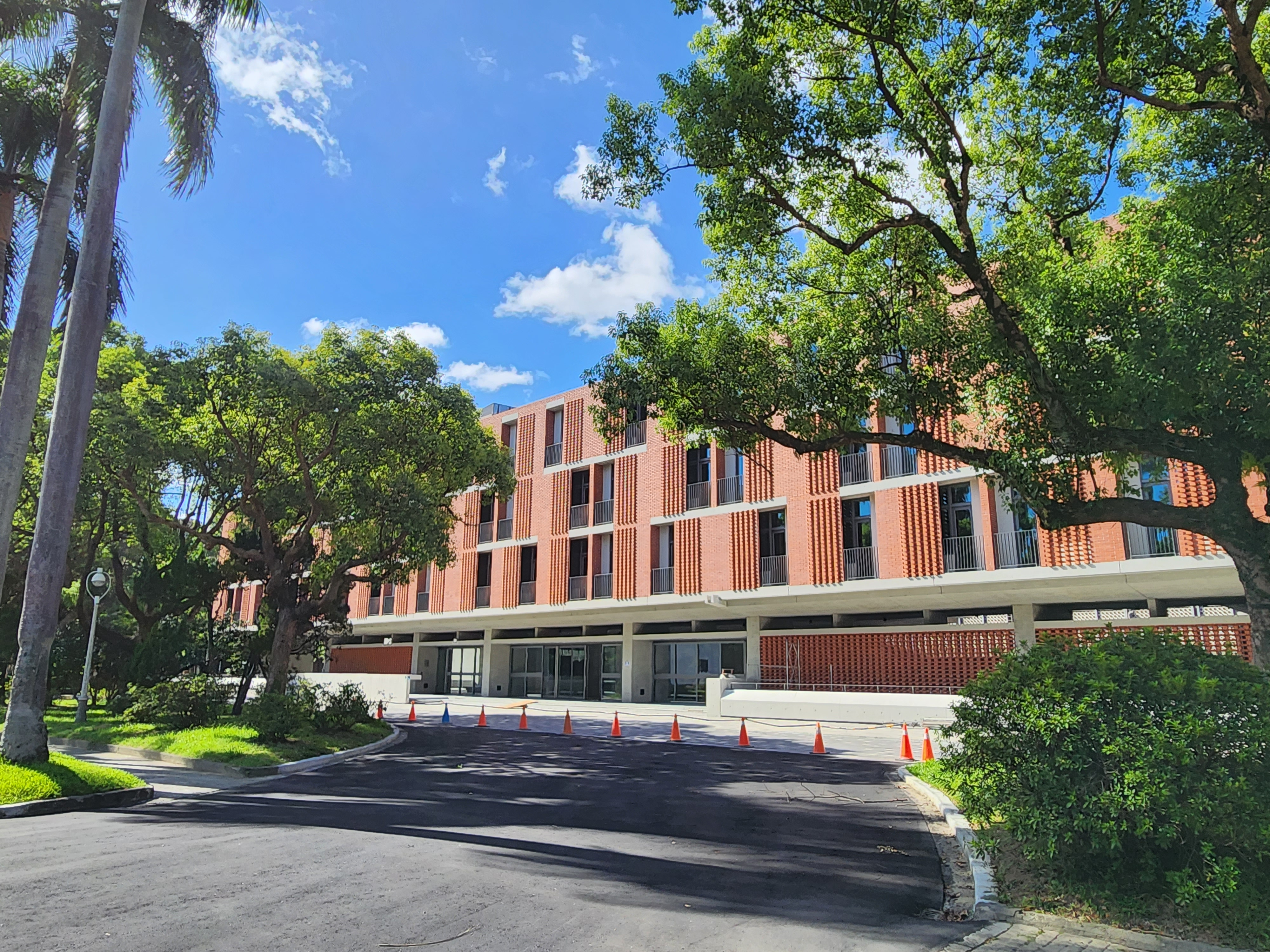
文學院人文大樓

1928年，第11任臺灣總督上山滿之進發佈敕令第30號。其中規定：依據「帝國大學令」，設立臺北帝國大學。同時發佈之敕令第32號中，亦明定帝大設置「文政學部」及「理農學部」。
文政學部設置初期，共有文、史、哲、政四學科，並有12講座，後逐漸增至25個。彼時的學術研究著眼於台灣、華南、南洋等主題，被認為具有殖民地研究色彩。原住民研究、东南亚歷史在文政學部中研究豐富，為台灣考古、史學發展打下基礎。
二次世界大戰後，中華民國國民政府接收臺北帝國大學，並改制為國立臺灣大學。原本之文政學部，即分別設置為「文學院」與「法學院」。文學院下設「中國文學系」、「歷史學系」、「哲學系」三學系。

## 沿革
- 1947年，「外國文學系」成立。
- 1949年，「考古人類學系」成立。
- 1949年，「文科研究所」成立。
- 1955年，外國文學系改稱「外國語文學系」。
- 1957年，文學院決定自民國45學年度第二學期起，將文科研究所分為「中國文學研究所」、「歷史學研究所」、「哲學研究所」、「考古人類學研究所」四所。
- 1961年，「圖書館學系」成立。
- 1966年，「外國語文學研究所」成立。
- 1967年，歷史學研究所碩士班分設「一般史組」、「近代史組」、「中國藝術史組」三組。同年，中國文學研究所與歷史學研究所設立博士班。
- 1970年，外國語文學研究所設立博士班。
- 1976年，文學院撤銷外國語文學系語言實習室，改設視聽教育館。
- 1980年，「圖書館學研究所」成立。
- 1982年，考古人類學系改稱「人類學系」。
- 1983年，「語文中心」成立，分置「外國語文組」、「中國語文組」兩組。
- 1985年，哲學研究所設立博士班。
- 1988年，歷史學研究所之一般史組、近代史組合併。
- 1989年，圖書館學研究所設立博士班。同年，歷史學研究所之中國藝術史組，獨立為「藝術史研究所」。
- 1994年，「日本語文學系」成立。同年，「語言學研究所」成立。
- 1995年，「戲劇研究所」成立。同年，「佛學研究中心」成立；「佛學網路資料庫」亦建立。
- 1996年，「音樂學研究所」成立。
- 1997年，人類學研究所設立博士班。
- 1997年，文學院接辦原史丹福大學主辦之美國各大學中國語文聯合研習所。
- 1998年，圖書館學系改稱「圖書資訊學系」。
- 1999年，「戲劇學系」成立。同年，文學院將美國各大學中國語文聯合研習所改隸語文中心，其名為「國際華語研習所」。1999年10月，佛學網路資料庫改稱「佛學數位圖書館暨博物館」。
- 2000年，藝術史研究所設立博士班。
- 2002年，語言學研究所設立博士班。
- 2003年，日本語文學系設立碩士班。同年，佛學數位圖書館暨博物館改由圖書館接辦。
- 2004年，「臺灣文學研究所」成立。
- 2009年，受國立臺灣大學數位人文中心支援下，佛學數位圖書館暨博物館再由文學院接辦。
- 2010年，臺灣文學研究所設立博士班。
- 2011年，視聽教育館改稱「外語教學暨資源中心」。同年，「華語教學碩士學位學程」設立，「太平洋研究中心」與「臺灣研究中心」亦成立。
- 2012年，「翻譯碩士學位學程」設立。
- 2018年，佛學數位圖書館暨博物館再由圖書館接辦。
- 2019年1月7日，文學院人文大樓開始興建。

## 中國文學系

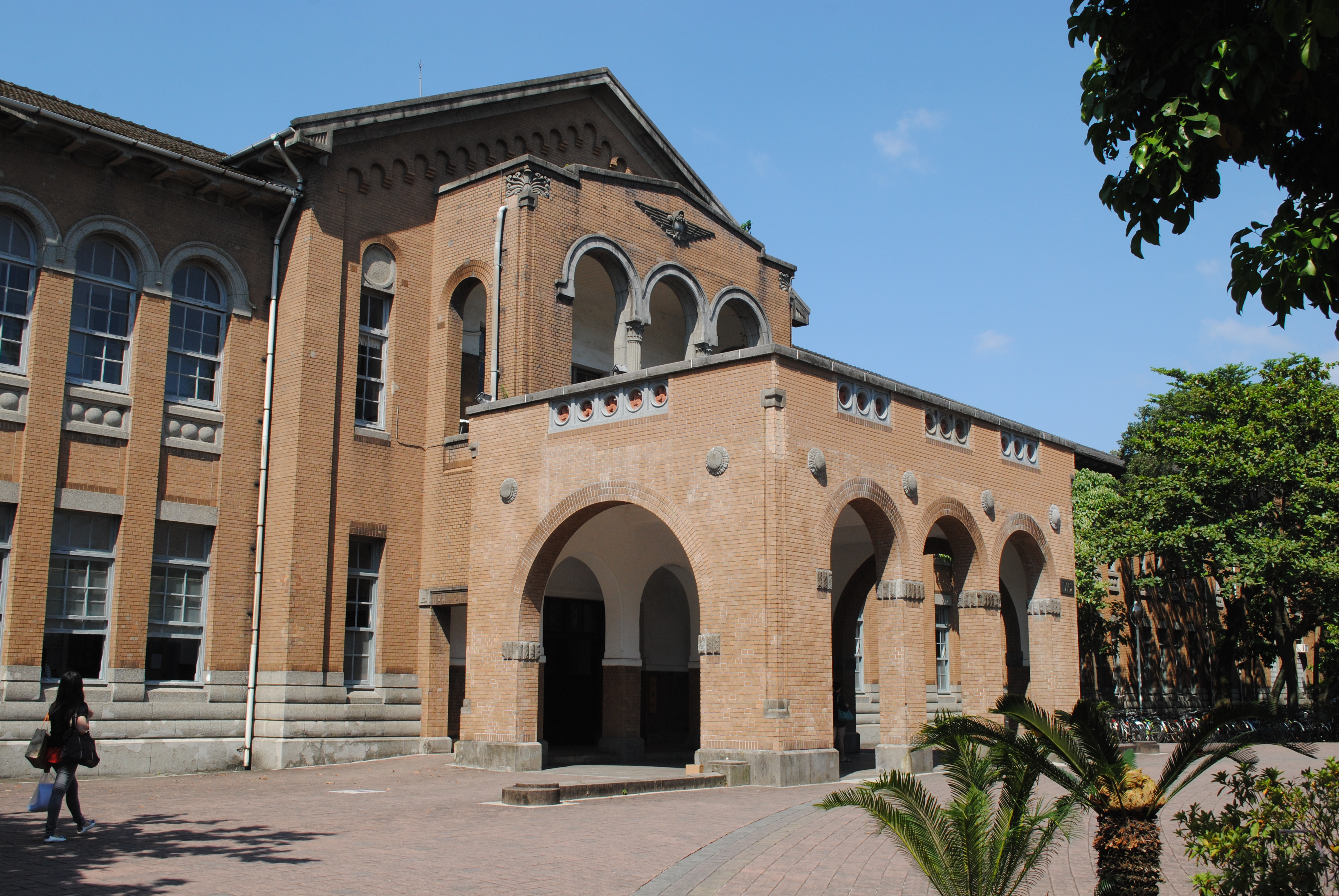
中國文學系、外國語文學系、歷史學系，皆位於校總區之文學院內。該棟建物之門牌編碼為M5。

## 歷史學系
國立臺灣大學歷史學系，前身係1928年所創立之「臺北帝國大學文政學部史學科」。是系為臺灣歷史最悠久之具現代化的史學教學和研究單位，亦為今日臺灣歷史學界之學術研究重鎮。自1974年起，其開始出版《臺大歷史學報》，以供歷史研究者來發表各自之研究成果，影響臺灣學術界深遠。

## 哲學系
國立臺灣大學哲學系，是臺灣歷史最悠久之哲學教育與哲學研究單位。前身係1928年所創立之「臺北帝國大學文政學部哲學科」。今日，其設立宗旨在於培養品學兼備的哲學專業人才，以進而關懷他人與服務社會。是系每年會出版兩期之《國立臺灣大學哲學論評》，以供哲學研究者來發表其學術成果；亦與文學院中其他系所來共同編輯、出版《臺大文史哲學報》。

### 知名系友
- 勞思光：哲學家，中央研究院第24屆院士。
- 鍾彩鈞：中央研究院中國文哲研究所研究員，曾任中央研究院中國文哲研究所所長。
- 王曉波：政治評論員。
- 邱義仁：政治家。曾任國家安全會議秘書長、行政院副院長。
- 孫效智：國立臺灣大學哲學系系主任。
- 林鴻信：臺灣神學院院長。
- 林照田：中國文化大學哲學系系主任。
- 朱建民：華梵大學校長。
- 妙慧法師：人間佛教讀書會總部主任。
- 郭蕙玉：臺新票券金融公司董事長。
- 伍至學：華梵大學哲學系系主任。
- 黃俊威：華梵大學東方人文思想研究所所長。
- 鄺錦倫：東海大學哲學系系主任。
- 游淙祺：國立中山大學哲學研究所所長。
- 尤惠貞：南華大學哲學系系主任。
- 林安梧：慈濟大學宗教與人文研究所所長。
- 洪裕宏：國立陽明大學心智哲學研究所所長。
- 賴賢宗：國立臺北大學中國文學系系主任。
- 戴華：國立成功大學人文學中心主任。
- 龔卓軍：國立臺南藝術大學藝術創作理論研究所所長。
- 蘇子敬：國立嘉義大學中國文學系系主任。
- 陳明秀：《台北二一》之監製，該片曾獲得第49屆亞太影展最佳影片獎。
- 莊益增：《無米樂》之導演，該片曾獲得第4屆臺灣國際紀錄片雙年展首獎。
- 耿一偉：第1任國際劇評人協會（IATC）臺灣分會秘書長。
- 鄭麗君：文化部部長。

## 人類學系
國立臺灣大學人類學系，是臺灣歷史最悠久的考古學、人類學之教學研究單位，目前亦是臺灣唯一擁有完整的人類學學士班、碩士班、博士班之教育單位。其源自於「臺北帝國大學文政學部土俗人種學講座」。雖該講座並非學科，因此不招收學生，不過其仍在考古學者移川子之藏的主持下，於1935年時，完成重要的民族誌著作——《臺灣高砂族系統所屬之研究》（台湾高砂族系統所属の研究）。其成果有目共睹，這為臺灣考古人類學研究的日後發展，奠定了重要之基礎。而在臺北帝國大學改名為國立臺灣大學後，該講座亦被更名為「民族學研究室」，並附屬於歷史學系之中。1949年時，在中央研究院歷史語言研究所研究員李濟的指導下，於臺大文學院成立了「考古人類學系」，同時亦接收了民族學研究室的各項資源。
考古人類學系在成立之後，其一方面研究以殷墟為首的中國考古學課題；在另一方面則繼承了日治時期以來的臺灣考古學傳統。是系曾多次組織考古隊，以從事圓山遺址、十三行遺址等臺灣史前遺址的發掘工作；也深入各地調查，以研究臺灣原住民的各族文化與生活方式。在1970年代，其參加濁大計畫等學術工程，並伴隨新考古學等考古學理論引進臺灣後，至今日，依然為臺灣的考古學、人類學之教學研究而黽勉從事。

### 知名系友
- 張光直：考古學家、人類學家，中央研究院第10屆院士。曾任哈佛大學人類學系系主任，中央研究院副院長。
- 李亦園：人類學家，中央研究院第15屆院士。曾任中央研究院民族學研究所所長，亦曾籌設國立清華大學人文社會學院，並擔任該院之首任院長。
- 黃樹民：人類學家。曾任中央研究院民族學研究所所長。
- 臧振華：考古學家，中央研究院第30屆院士。曾任中央研究院歷史語言研究所副所長。
- 黃應貴：人類學家。曾任中央研究院民族學研究所所長。

## 圖書資訊學系
國立臺灣大學圖書資訊學系，設立於1961年，先後於1980年、1989年設立碩士班與博士班，為國內第一個完整之圖書館學教育場所。為充分反應時代發展之趨勢，遂於1998年正式更名為圖書資訊學系。本系教學與研究範疇在基礎的「圖書館學」之外，更進一步擴展至「資訊科學」、「教學科技」和「知識管理」等相關領域。本系之教育與研究，以資訊內涵為重點，以資訊服務為依歸，在配合政府發展資訊建設之政策上，實扮演舉足輕重之角色。

### 知名系友
- 鄒開蓮：Oath 亞太區董事總經理、Yahoo!亞洲區資深副總裁、前Yahoo!奇摩總經理。
- 黃麗姿：國泰金董事長蔡宏圖夫人。
- 曾淑賢：現任國家圖書館館長。
- 林秋燕：現任國家發展委員會檔案管理局局長。
- 馬西屏：記者、作家、政治評論員。
- 周宇廷：現任大輿地圖出版社社長。
- 黃明明：公共電視台主播。
- 汪用和：臺灣電視新聞女主播。現為Yahoo TV《爸媽有事嗎？》主持人。

## 日本語文學系

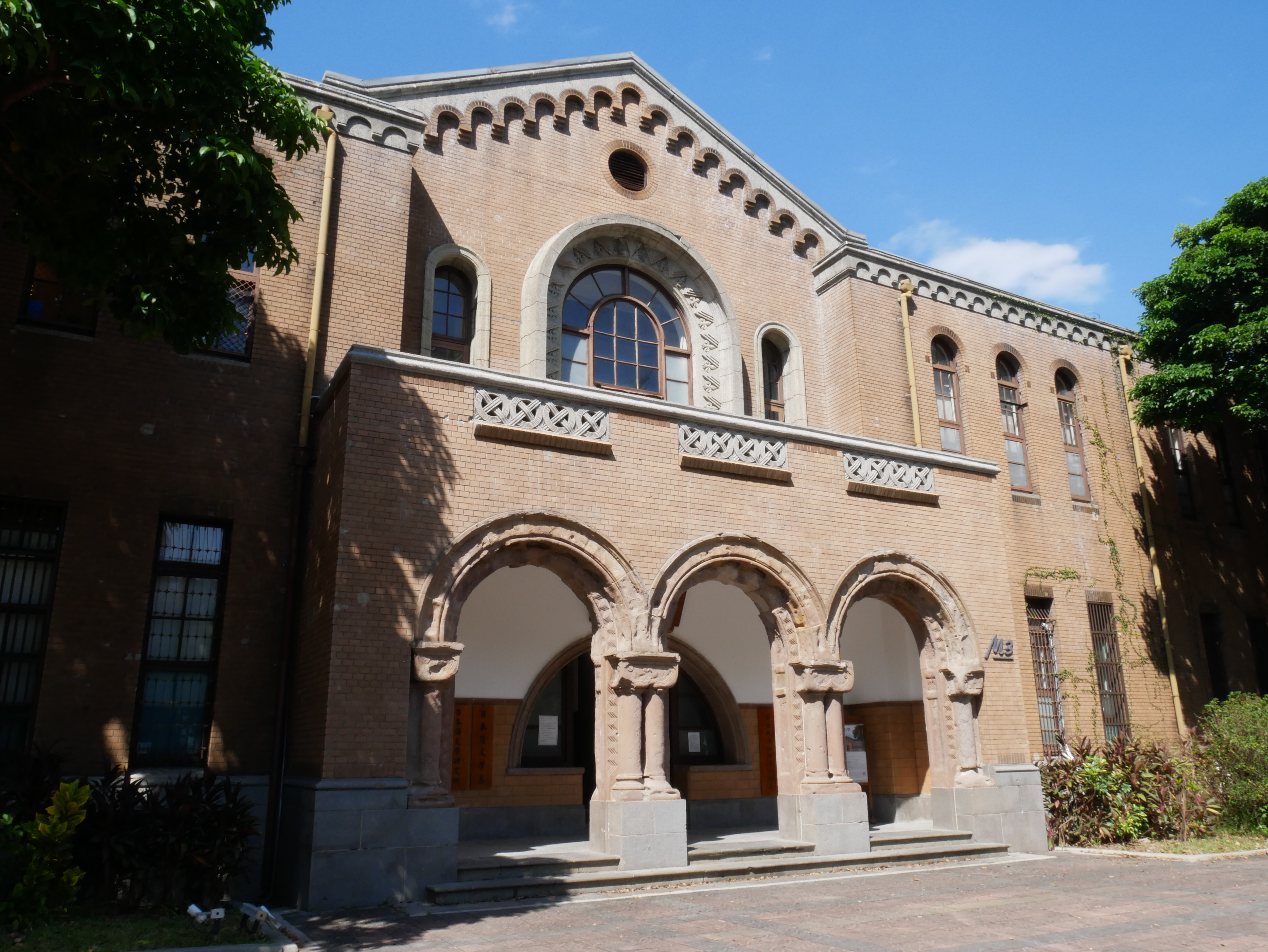
日本語文學系、華語教學碩士學位學程，位於校總區之校史館（舊總圖書館）內。該館之門牌編碼為M3。

國立臺灣大學日本語文學系，成立於1994年，是臺灣國立大學中首設日文學系者。目的是為培養學生學習、研究日本語文之能力，以進而造就日本語文專業人才。為延續且落實學士班之教育目標，培養具專業日文素養及國際觀之多元人才，其於2003年設立碩士班。

### 腳註
1. 1 2  . 國立臺灣大學出版中心. 2008. ISBN 978-986-01-5631-7.

### 文獻
- 李東華著，《光復初期臺大校史研究（1945—1950）》，臺北市：國立臺灣大學出版中心，2014年。
- 項潔主編，《國立臺灣大學校史稿（1928—2004）》，臺北市：國立臺灣大學出版中心，2005年。
- 吳密察、柯慶明、葉國良主編，《國立臺灣大學校史稿（1928—2012）》，臺北市：國立臺灣大學出版中心，2013年。
- 歐素瑛著，《傳承與創新：戰後初期臺灣大學的再出發（1945—1950）》，臺北市：臺灣書房，2012年。
- 歐素瑛著，《臺北帝國大學與近代臺灣學術的奠定》，臺北市：國立臺灣師範大學出版中心，2020年。

## 外部連結
- 國立臺灣大學文學院 （页面存档备份，存于）（繁體中文）